# Дни и ночи в лесу
«Дни и ночи в лесу» (бенг. অরণ্যের দিনরাত্রি, Aranyer Din Ratri) — фильм-драма 1970 года индийского режиссёра Сатьяджита Рая.

## Сюжет
Четыре друга из Калькутты едут на отдых в леса Палмау. Они останавливаются в небольшой деревне в штате Бихар. Здесь они всё своё время проводят флиртуя с женщинами, устраивая пьяные кутежи и подшучивая над прислугой.

## В ролях
| Актёр              | Роль                     |
| ------------------ | ------------------------ |
| Соумитра Чаттерджи | Ашим                     |
| Субхенду Чаттерджи | Санджой                  |
| Самит Бханджа      | Хари                     |
| Роби Гош           | Шекхар                   |
| Пахади Саньял      | Садашив Трипати          |
| Шармила Тагор      | Апарна                   |
| Кабери Бозе        | Джайя                    |
| Сими Гареваль      | Дули                     |
| Апарна Сэн         | бывшая возлюбленная Хари |

## Награды и номинации
- 1970 — Берлинский кинофестиваль — Номинация на приз «Золотой медведь»